# セルジオ・ペイジ
セルジオ・ペイジ（Sergio Paese, 1975年12月15日 - ）は、ブラジルのレーシングドライバー。

## 経歴
ペイジは、1994年にフォーミュラ・オペルロータスでカーレースのキャリアを開始。後年、ブラジル・フォーミュラ・シボレー、南米F3 、フォーミュラ3000 、インディライツ、ストックカーブラジルに参戦した。
1996年イタリアのドラコ・エンジニアリングより、国際F3000に参戦。しかし、いずれのレースも完走することはできなかった。国際F3000では苦戦を強いられたが、その後のインディライツでは、複数回表彰台に登る活躍をみせ、現在はストッカーブラジルで活躍している。